# Волхард, Харри
Харри Волхард (англ. Harry Vaulkhard; родился 14 октября 1985 года в Ньюкасле, Великобритания) — британский автогонщик.

## Общая информация
Отец Харри — Найджел — также выходил на старт автоспортивных соревнований.

## Спортивная карьера

### Ранние годы
Харри начинал спортивную карьеру в мотокроссе и лишь с 2004 года занялся автомобильными соревнованиями.
В 2005-07 году Волхард участвует в национальном монокубке SEAT Cupra. К третьему сезоне ньюкаслец обретает достаточный опыт и завоёвывает титул чемпиона серии в классе R . 16 из 20 гонок того сезона он завершает на подиуме (в том числе одержаны 4 победы).
В конце 2007-го Волхард подписывает контракт боевого пилота с командой Robertshaw Racing BTCC. Харри несколько раз за сезон попадает в Top10 на финише и заканчивает год на 19-й позиции в общем зачёте и на 9-й в частном.
В сезоне-2009 Харри продолжает гоняться в BTCC. Год выходит куда более стабильным — сразу девять попаданий в Top10 и 16-е место в общем зачёте.

### WTCC
Перед началом сезона-2010 британец и его тогдашняя команда BTCC — Bamboo engineering — объявили о своём переходе в туринговый ЧМ. Год начался вполне удачно — британец обычно финишировал невдалеке от очковой группы абсолютного зачёта, а в частном шёл в середине лидирующей группе и даже выиграл один заезд в рамках категории. Однако в начале августа сезон был досрочно завершён — кончились спонсорские деньги.

## Статистика результатов в моторных видах спорта

### Сводная таблица
| Сезон | Серия                                                    | Команда                          | Старты | ПП | Победы | Очки | Итог |
| ----- | -------------------------------------------------------- | -------------------------------- | ------ | -- | ------ | ---- | ---- |
| 2005  | Монокубок SEAT Cupra Великобритания                      | J.S. Motorsport                  | 17     | 0  | 0      | 42   | 11-й |
| 2006  | Монокубок SEAT Cupra Великобритания                      | 42nd Street Realty/ Triple R     | 18     | 0  | 0      | 69   | 9-й  |
| 2007  | Монокубок SEAT Cupra Великобритания (R-класс)            | Triple R                         | 20     | 1  | 4      | 267  | 1-й  |
| 2007  | Монокубок Renault Clio (Зимний чемпионат Великобритании) | Robertshaw Racing                | 4      | 3  | 0      | 41   | 11-й |
| 2008  | BTCC                                                     | Robertshaw Racing                | 30     | 0  | 0      | 2    | 19-й |
| 2009  | BTCC                                                     | Tempus Sport/ bamboo engineering | 29     | 1  | 0      | 22   | 16-й |
| 2010  | WTCC                                                     | bamboo engineering               | 14     | 0  | 0      | 1    | 21-й |

### WTCC
| 2010 | Bamboo Engineering | Chevrolet Lacetti | BR1 16 | MR1 16 | IT1 10 | BL1 15 | PT1 15 | GB1 17 | CZ1 15 | - | - | - | - | 1 | 21-й |
| 2010 | Bamboo Engineering | Chevrolet Lacetti | BR2 13 | MR2 НФ | IT2 13 | BL2 НФ | PT2 11 | GB2 14 | CZ2 15 | - | - | - | - | 1 | 21-й |

Жирным выделен старт с поула, курсивом — быстрейший круг в гонке.